# Скелелюбка сланка
Скелелюбка сланка (Theligonum cynocrambe) – вид рослин родини Маренові (Rubiaceae).

## Біоморфологічна характеристика
Однорічна трав'яниста рослина, дещо смердюча. Досягає висоти зростання від 5 до 50 сантиметрів, сланка або висхідна, проста або часто розгалужена від основи. Листки від яйцевидих до яйцевидо-ромбічних: нижні — протилежні, верхні чергуються, 1–2(4) x 0.5–1.8(2.5). Квітки поодинокі або в невеликих групах, дрібні, зеленуваті й сидячі. Плоди кулясті 1.8–2.3 мм, темно-коричневого кольору, з численними білими еліптичними плямами. Період цвітіння триває з лютого по травень.

## Середовище проживання
Росте в Середземномор'ї на висотах від 0 до 1400 метрів. Населяє тріщини, ущелини, кам'янисті й тіньові, переважно вапняні місця.